# -танія
Суфікс -танія або -етанія позначає територію або регіон на Піренейському півострові. Демонім його є "-танійський". Його історичне походження походить з доримської Іберії. Його етимологічне походження обговорюється лінгвістами. Іспанський єзуїтський філолог  Гервас Пандуро запропонував зв'язок з кельтськими мовами, в яких корінь * tan або * taín означає відділ або регіон. Ірландською тан означає країну. 
Інші філологи, такі як Пабло Педро Астарлоа, пропонують поєднання баскського кореня  * ета (як  Артета, Лусаррета, Олета) з латинським коренем * ніа, що використовується в топонімах (таких як Румунія, Іспанія, Італія). 
Інша теорія, частково розроблена арагонським правознавцем Хоакіном Коста, пов'язує цей суфікс з берберським * ait, що означає і "син" і "плем'я", або з * at, що означає "люди".  

## Приклади
- Аксітанія
- Авзетанія, нині Осона.
- Бергістанія, нині Берга.
- Бастетанія
- Карпетанія
- Церетанія
- Contestania, нині Cocentaina.
- Козетанія
- Ілергітанія, нині Лерида.
- Ilorcitania, нині Lorquí.
- Лацетанія
- Лаєтанія
- Лузитанія
- Оретанія
- Оссігітанія
- Седетанія
- Турдетанія

### Поза Піренейським півостровом
- Аквітанія (Аквітанія)
- Мавританія
- Окситанія

## Дивись також
- -стан